# Seminario dei Nobili

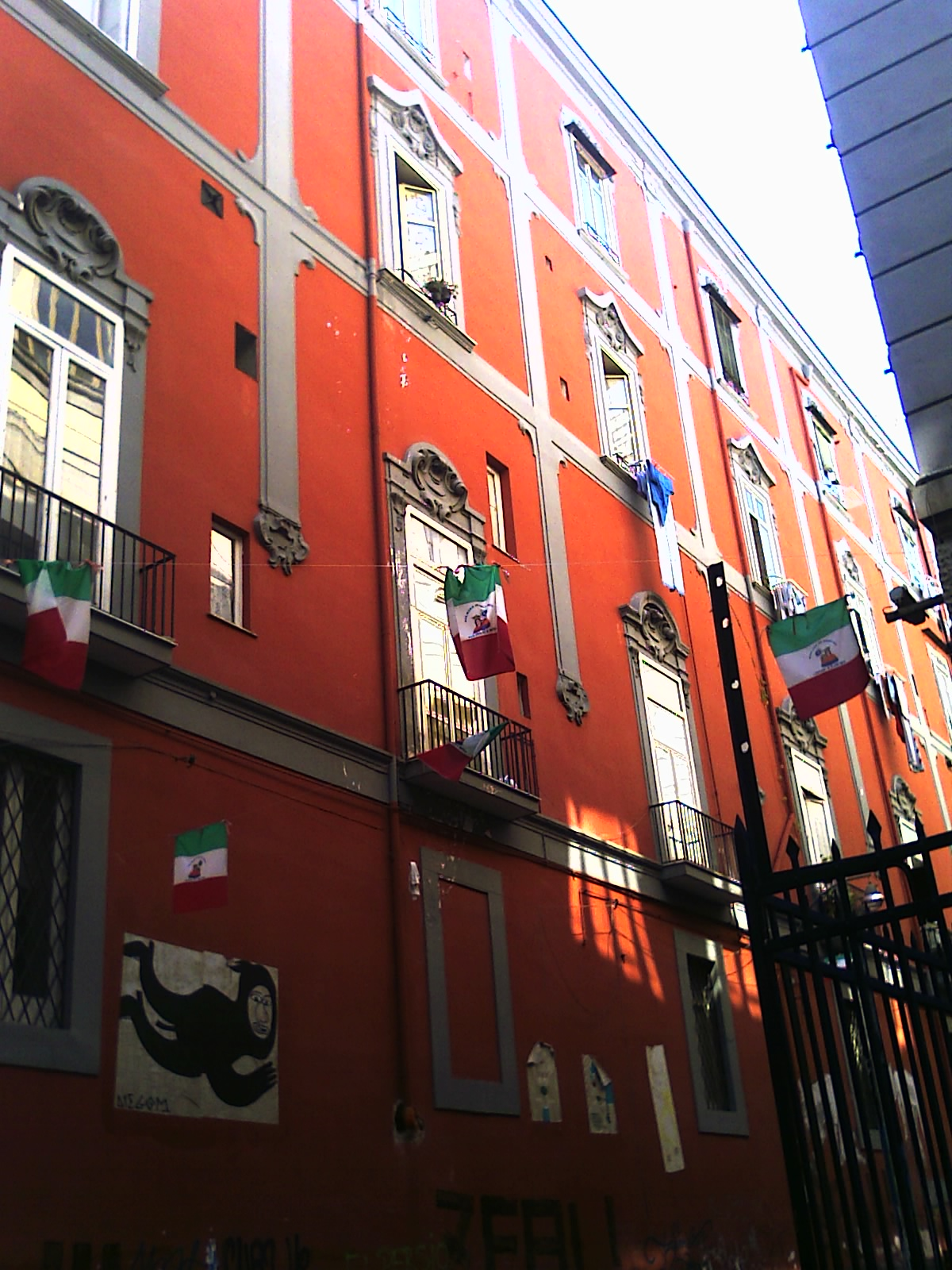
Seminario dei Nobili in Neapel: Fassade

Das Seminario dei Nobili (auch Palazzo d’Afflitto dei Principi di Scanno oder Palazzo Real Monte Manso) ist ein Palast aus dem 17. Jahrhundert im Viertel San Giuseppe in Neapel in der italienischen Region Kampanien. Er liegt in der Via Nilo, 34.

## Geschichte
Der Palast gehörte der Familie D’Afflitto, Herzöge von Scanno, bis 1654, als der Real Monte Manso, eine 1608 von Giovanni Battista Manso, der auch zu den Gründern des Pio Monte della Misericordia zählte, gegründete Institution, gekauft wurde. Die Aufgabe des Real Monte Manso bestand darin, junge neapolitanische Adlige kostenlos wissenschaftlich auszubilden. Das Kolleg wurde 1679 eingerichtet und um 1750 restaurierte Mario Gioffredo es und ließ auch die Kapelle errichten.
1767 wurde es den Somaskern aufvertraut und 1799 wurde es geschlossen. 1804 wurde das Kolleg wiedereröffnet und den Jesuiten übergeben, dann aber 1820 endgültig geschlossen. Der Palast wurde im Zweiten Weltkrieg und während des Erdbebens 1980 beschädigt. Später wurde er restauriert und kam so zu altem Glanz. Am 26. Mai 2009 wurde nach 50 Jahren Verwahrlosung auch die restaurierte Kapelle wieder eingeweiht.